# 神山町立神山中学校
神山町立神山中学校（かみやまちょうりつ かみやまちゅうがっこう）は、徳島県名西郡神山町神領字大埜地にある公立中学校。2022年（令和4年）4月1日に神山町神領字西上角から現在の場所に新築移転した。

## 基礎データ
全校生徒数
- 38人（2015年度（平成27年度））

全卒業生数　
- 約？人（2015年度（平成27年度）まで）

交通機関
- 徳島バス神山線・佐那河内線 神山中学前バス停

## 沿革
- 2016年（平成28年）4月1日 - 神山町立神山東中学校を統合。

## 校訓
- やり遂げる

## 校歌
- 作詞: 東文雄
- 作曲: 住友淳治

## 関連学校
- 神山町立神領小学校
- 神山町立広野小学校

### かつて存在した関連学校
- 神山町立阿川小学校
- 神山町立鬼籠野小学校
- 神山町立下分小学校
- 神山町立左右内小学校
- 神山町立神山東中学校
- 神山町立上分中学校

## 通学区域が隣接している学校
- 佐那河内村立佐那河内中学校
- 徳島市上八万中学校
- 徳島市入田中学校
- 石井町立石井中学校
- 石井町立高浦中学校
- 吉野川市立鴨島東中学校
- 吉野川市立鴨島第一中学校
- 吉野川市立山川中学校
- 美馬市立木屋平中学校
- 那賀町立相生中学校
- 上勝町立上勝中学校